# Chattar Manzil

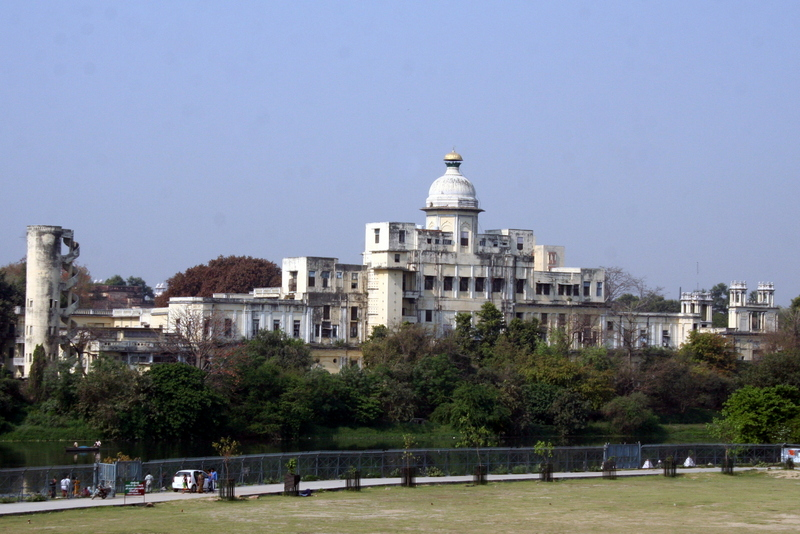
Chattar Manzil1

Chattar Manzil är ett palats i Lucknow i Indien. Byggnaden användes som bostad för kungen av Oudh och hans hov under 1800-talet.
Palatset uppfördes på order av Ghazi-ud-Din Haidar Shah, som regerade 1814 – 1818. Det användes sedan som residens för det kungliga hovet i Oudh fram till att kungariket Oudh annekterades av britterna 1856. 
Under sepoyupproret 1857 var byggnaden en bas för rebellerna. Palatset skadades av britterna under kriget, men reparerades. Under Brittiska Indien 1858-1947 användes det som rekreationslokal. Efter självständigheten användes det länge som lokal för en statlig myndighet.